# Koreana
Koreana är en sydkoreansk popgrupp bildad 1978, bestående av Cathy Lee Oea-Sook, Tom Lee Seung-Kyi, Jerry Lee Yong-Kyu och Mary Hong Hwa-Ja. De var helt okända i västvärlden när de utvaldes att sjunga den officiella melodin till de Olympiska sommarspelen 1988 i Seoul, "Hand in hand", skriven av Giorgio Moroder och Tom Whitlock.
Låten blev en hit i Sverige och kom att bli etta på Trackslistan.